# Sztuka indyjska

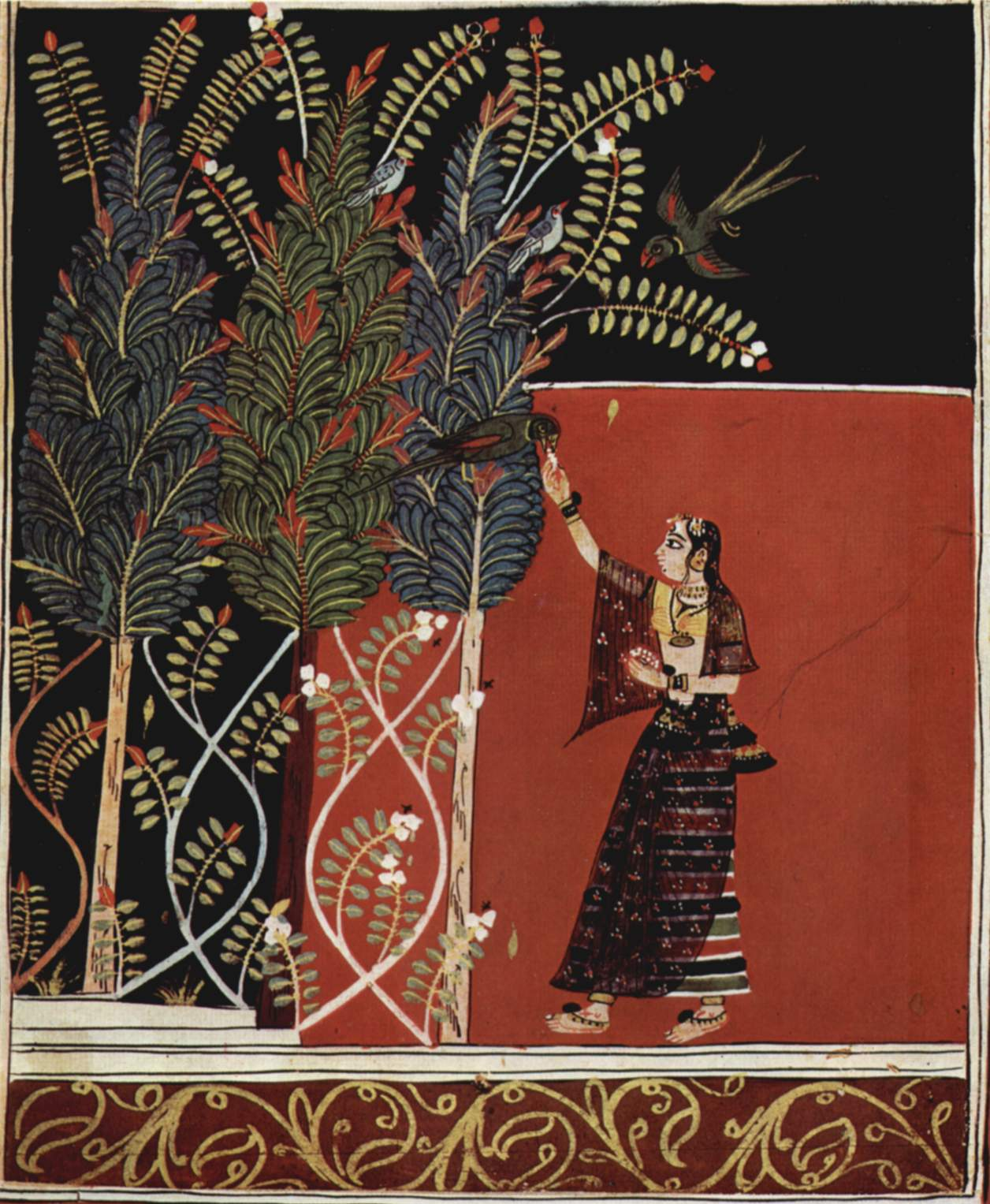
Przykład miniatury charakterystycznej dla regionu Radżastan

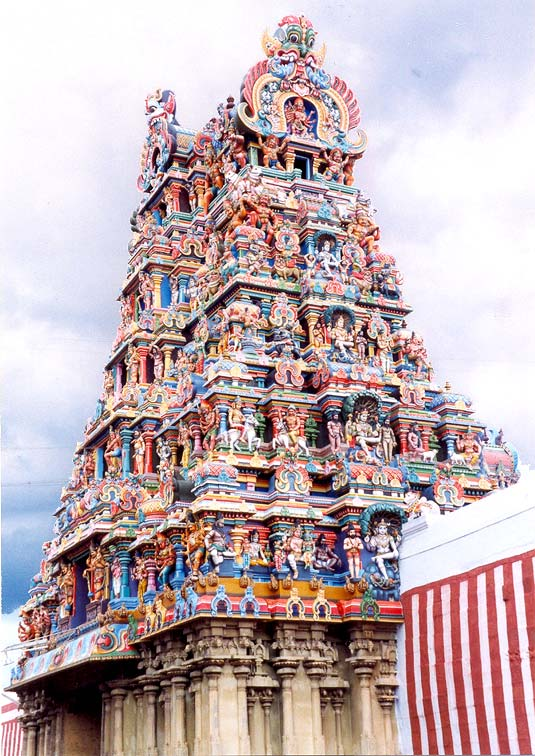
Brama wejściowa do Świątyni Minakszi w Maduraju

Sztuka indyjska od zarania dziejów była przepojona wartościami religijnymi, stanowiącymi odzwierciedlenie idei i pojęć, których oddziaływanie przyczyniło się do powstania w kraju tym hinduizmu, dźinizmu i buddyzmu. Mieszkańców Indii cechowała niezwykle emocjonalna percepcja świata natury, a rzeźba była najpełniej rozwiniętą formą sztuki. Swoiste dla niej były obfite i wspaniale uformowane postaci stanowiące wyobrażenie życia organicznego.
Wpływy surowej religii buddyjskiej powodowały, iż nie było to w pełni widoczne w pierwszym okresie rozwoju rzeźby indyjskiej. Początkowo istniał nawet zakaz przedstawiania podobizny Buddy. Kiedy jednak zakaz ten został zniesiony, silne w północno-zachodniej części prowincji Gandhara wpływy greckie przyczyniły się do powstania cieszącego się dużą popularnością, zhellenizowanego wyobrażenia Buddy w stylu „greko-buddyjskim”.
Prostotę i skromność wyrazu artystycznego utrzymano w okresie panowania Guptów (320–600 n.e.), mimo że buddyzm przejął już wówczas wiele elementów starszej mitologii, jak chociażby jakszi – żeński duch drzewa, który rzeźbiarze przedstawiali jako ponętną, obdarzoną dużym biustem tancerkę.
Charakterystyczna dla Indii świadomość przemijania znalazła swój wyraz w także w imponujących malowidłach ściennych w jaskiniach Adżanty, gdzie niekończący się pochód postaci ożywia ściany w barwnym wyobrażeniu indyjskiego życia.
Nawet architektura indyjska mogłaby być z powodzeniem zaliczona do rzeźby. Wiele słynnych świątyń nie zostało zbudowanych, lecz wykutych w skale. Z czasem przyozdobiono je rzeźbami.
Odnosi się to zwłaszcza do tysięcy świątyń zbudowanych w okresie hinduskiego renesansu (pomiędzy 600 a 1200 r. n.e.). Złożone z kilku kondygnacji, zwieńczone wieżycami będącymi imitacją gór i bogato zdobione reliefami świątynie, takie jak Mahabalipuram czy Ellura, tworzą jedyną w swoim rodzaju, unikalną całość.
Sztuka hinduska i buddyjska sięgnęły swymi wpływami poza granice Indii. Angkor Wat jest największą spośród wielu świątyń w stylu hinduskim wybudowanych w Kambodży na przełomie XI i XII w. Wedle pierwotnego zamysłu budowla była połączeniem świątyni i pałacu boskiego króla Khmerów. Wśród świątyń buddyjskich największą jest wybudowana na wzgórzu Borobudur na Jawie, pokryta reliefami świątynia, której początki sięgają IX w. Buddyzm, wszędzie gdzie dotarł, przyczyniał się do wykształcenia odrębnych, a zarazem zachowujących wspólny rys tradycji artystycznych.